# Willy Petzold

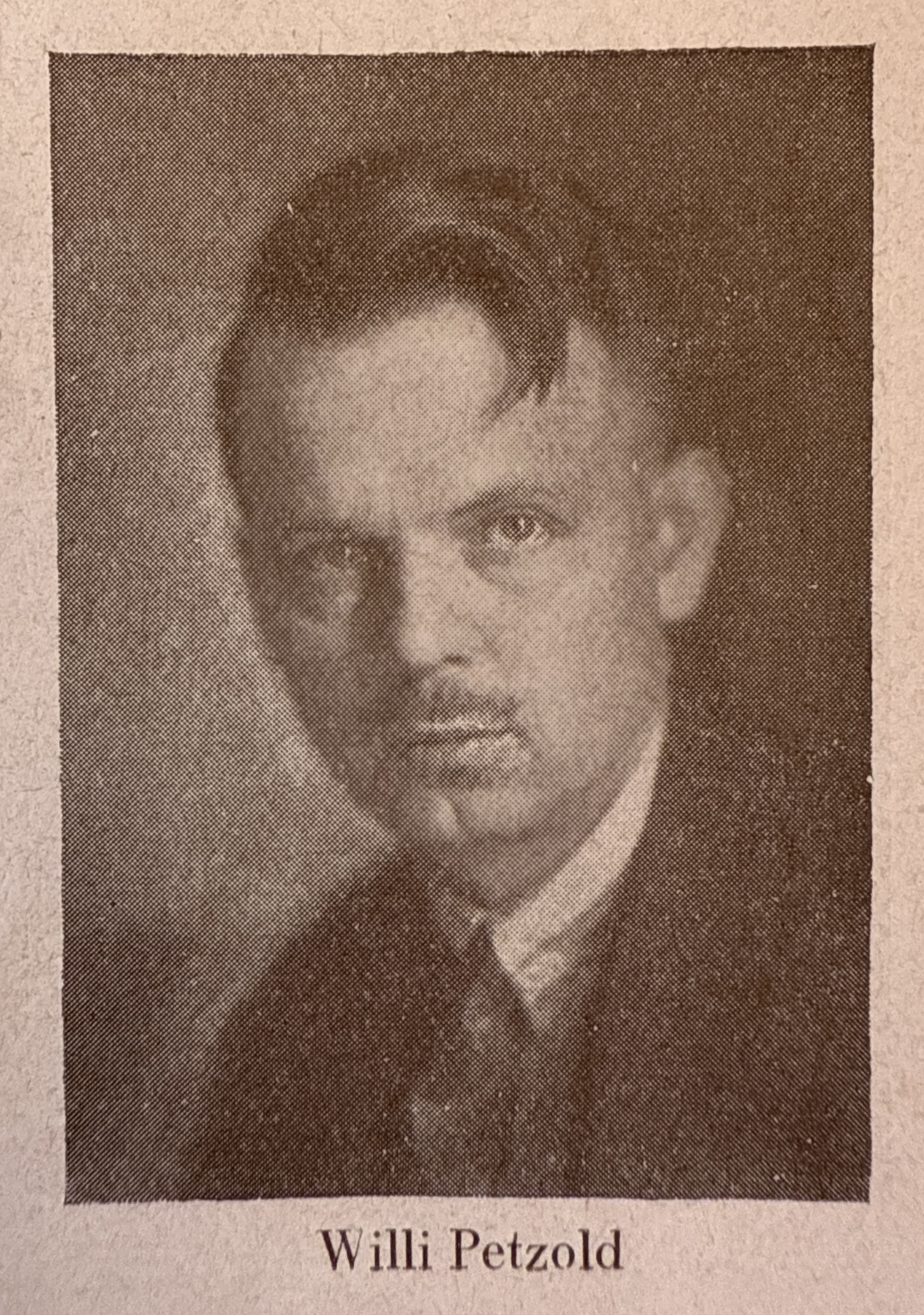
Foto von Willi Petzold - Gebrauchsgraphik international advertising art 1924

Willy Petzold (* 6. September 1885 in Mainz; † 16. März 1978 in Dresden) war ein deutscher Plakatgestalter, Grafiker und ausgebildeter Glasmaler.

## Ausbildung und frühe Jahre

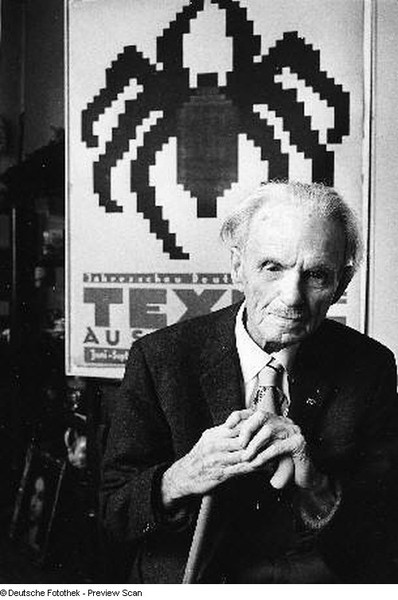
Willy Petzold (1975), im Hintergrund sein Plakat zur Jahresschau Deutscher Arbeit 1924, Textilausstellung in Dresden

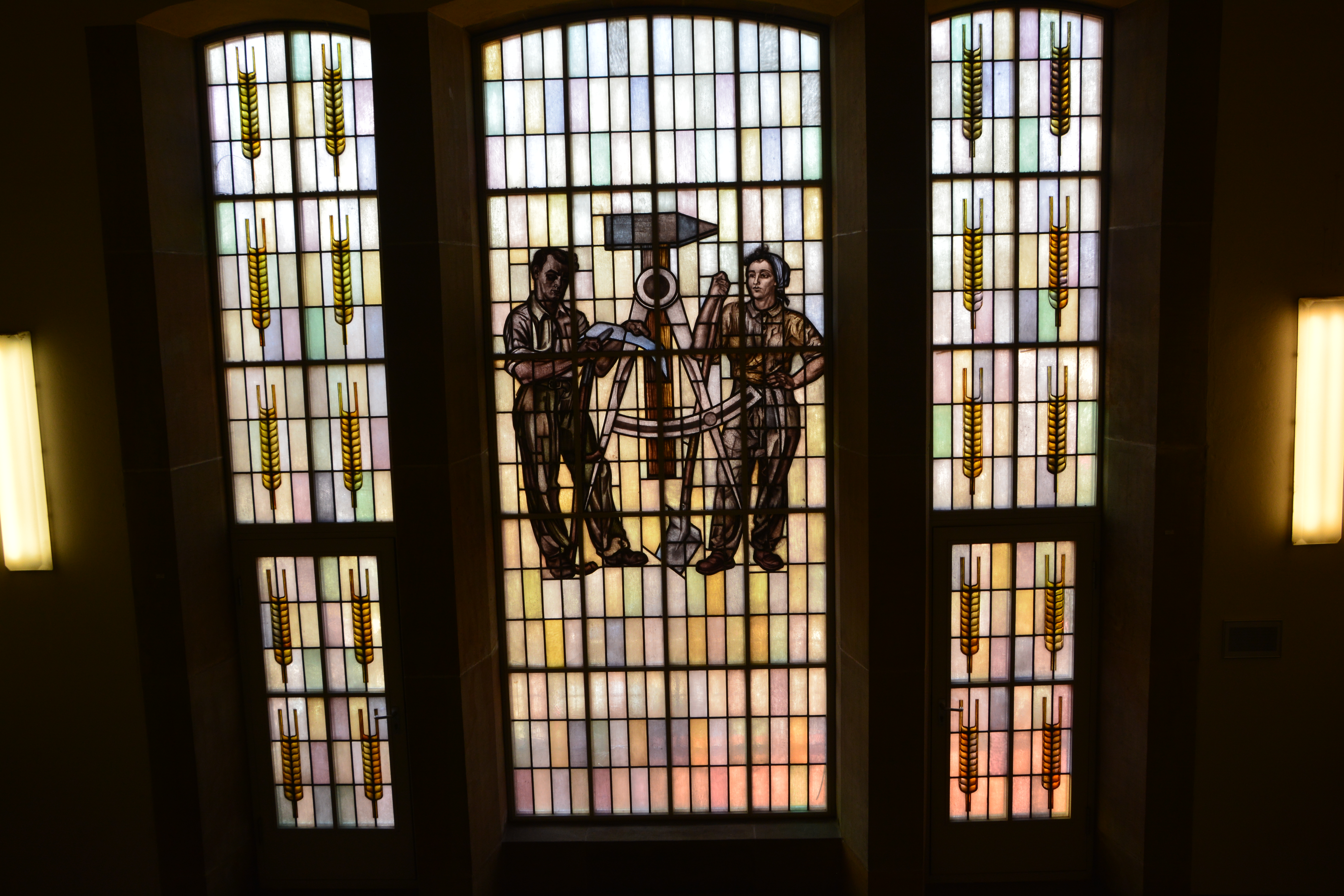
Dresden, TU-Gebäude am Weberplatz, Treppenhausfenster

Petzold absolvierte eine Lehre als Glasmaler in Frankfurt am Main. Ab 1904 hielt er sich in Dresden auf, wo er bis zum Jahre 1913 für die Glasmalanstalt Liebert arbeitete. Dabei führte er u. a. Arbeiten nach Entwürfen von Otto Gußmann und Paul Rößler aus. Parallel hierzu betrieb er seit 1910 sein eigenes Atelier für Porträtfotografie. Nach dem Beenden seiner Tätigkeit für die Glasmalanstalt studierte er von 1913 bis 1916 an der Kunstgewerbeschule Dresden. Dort war er bis 1919 Meisterschüler bei Rößler. Die Schule zeichnete ihn später mit der bronzenen und silbernen Staatsmedaille aus.

## 1920er Jahre und Nationalsozialismus
Schon bald nach dem Studium machte sich Petzold selbstständig. Fortan machte er sich  als Plakatgestalter und gefragter Grafiker einen Namen. Zu seinen wichtigsten Auftraggebern zählte die Dresdner Zigarettenindustrie mit den Marken Eckstein, Halpaus und Salem, für die er in den 1920er und 1930er Jahren einige Werbeplakate gestaltete.
Zusätzlich fertigte er Arbeiten für die Jahresschau Deutscher Arbeit und die II. Internationale Hygieneausstellung an, die 1930 im Deutschen Hygiene-Museum stattfand. Zudem gestaltete er Wahlplakate konservativer Parteien, wie der DVP.
Petzold war Mitglied der Dresdner Ortsgruppe des „Bundes Deutscher Gebrauchsgraphiker“.
Während der Zeit des Nationalsozialismus plakatierte er im Auftrag der NSDAP Propaganda- und Durchhalteparolen. Bereits 1933 entwarf er ein Plakat zum Thema deutsche Arbeit, das nationalsozialistische Färbung trug. Dargestellt war hier im Zusammenhang mit dem Slogan "Deutsche Werbung für deutsche Arbeit" ein Hammer mit Hakenkreuz und Adlerkopf im Hintergrund. Es ist jedoch für diese Zeit lediglich die Teilnahme an einer Ausstellung bekannt ("Die Kunst dem Volke", 1933 in Dresden).
Bei den Bombenangriffen auf Dresden wurde sein Atelier in der Huttenstraße 5 vollständig zerstört.

## Werke in Museen
- Das Papier / Jahresschau 1927. Dresden, 1927: Museum Folkwang[4]
- Die neue / Halpaus. 1935: Museum Folkwang[4]
- Plakette auf die 1. Reichstheaterfestwoche in Dresden, 1934, sowie Plakate und Zeichnungen aus dem Nachlass: Museum für Kunst und Gewerbe Hamburg[5]